# كامبيوم وعائي

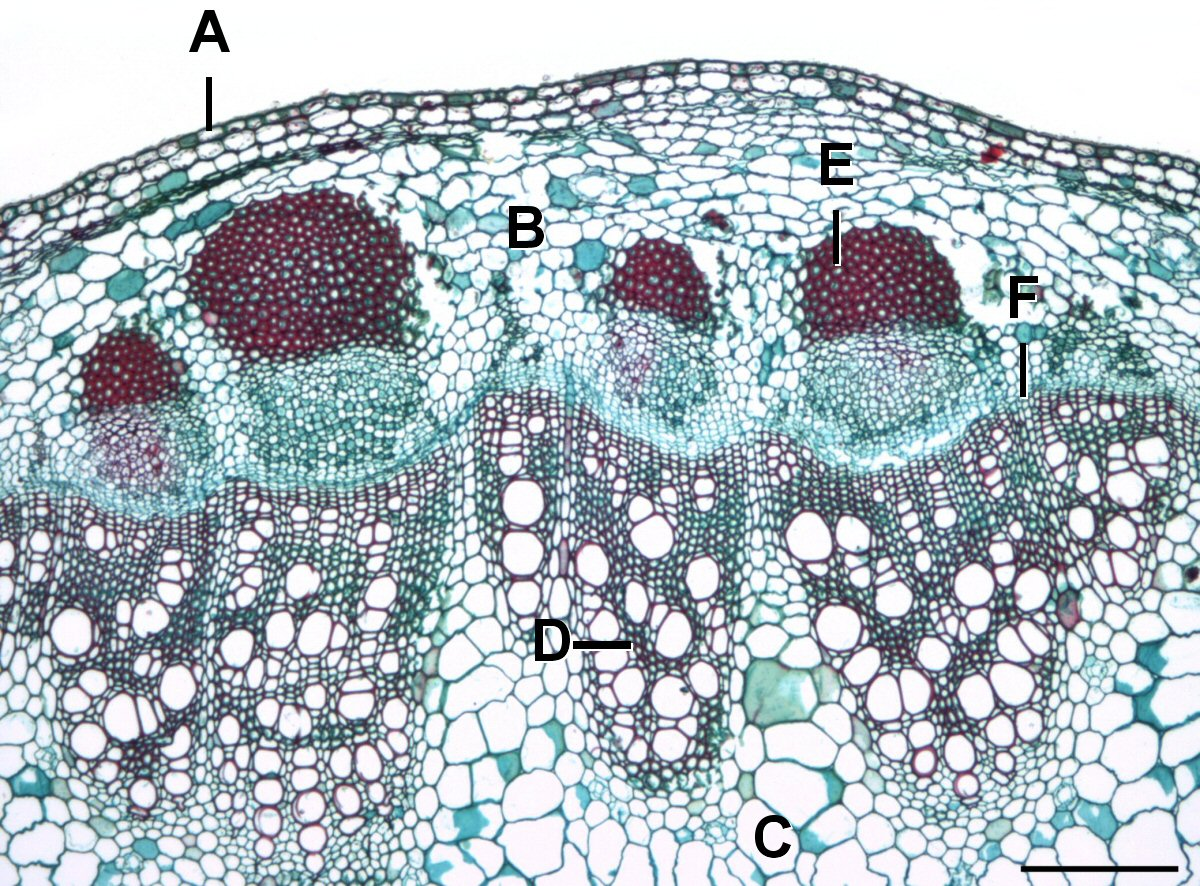

القُلْب الحُزمي أو القُلب الوعائي أو الكامبِيوم الحُزمي أو الكامبيوم الوعائي (الاسم العلمي: Vascular cambium) ويُطلق عليه أيضاً كامبيوم ثنائي الوجه أو الكامبيوم الخشبي،(1) هو جزء من يتشكل في النباتات مع نوها. وهو يتكون من خلايا مخصصة بشكل جزئي، للأنسجة التي تقوم بتوصيل المحاليل المائية، ولكنها لم تصل لأي من الأشكال النهائية التي تكونت في جدول فرع الاختصاص الخاص بها. عندما تنقسم هذه الخلايا وتتخصص أكثر، فإنها تشكل أنسجة وعائية ثانوية، وأنسجة خشبية ثانوية، ولحاء ثانوي.
الكامبيوم الوعائي عبارة عن نسيج إنشائي جانبي في النسيج الوعائي للنباتات. الكامبيوم الوعائي هو مصدر لكل من النسيج الخشبي الثانوي (secondary xylem) (اللب الداخلي والمقابل) واللحاء الثانوي (خارجي)، ويوجد بين هذه الأنسجة في الساق والجذر. هناك عدة أنواع من الأوراق لها أيضًا قلب وعائي.

## المنشأ
ينشأ القلب الوعائي من النسيج الإنشائي الأساسي، النسيج الجنيني الأولي (procambium) الذي لم يتمايز بعد بين الأنسجة الخشبية الأولية واللحاء الأولي. بعد النضج، هذه المنطقة المعروفة بالقلب الحزمي، ومنطقة الخلايا بين الحزم الوعائية (حزم) التي تسمى بأشعة اللب تتحول إلى ما يسمى قلبًا يتخلل الحزم. إذًا فإن القلب الحزمي والقلب الذي يتخلل الحزم يمثلان الحلقة المستمرة التي تعمل على شطر الأنسجة الخشبية واللحاء الأولي. ثم يقوم القلب الوعائي بإنتاج الأنسجة الخشبية الثانوية في داخل الحلقة، واللحاء الثانوي في الخارج، مما يدفع الأنسجة الخشبية الأولية واللحاء كل على حدة.
يتكون القلب الوعائي عادة من نوعين من الخلايا:
- خلايا مغزلية (خلايا طويلة، موجهة بشكل إبطي)
- خلايا شعاعية (خلايا متساوية الأقطار تقريبًا ــ أصغر وذات شكل مستدير إلى زاوي)

إن القلب الوعائي هو نوع من البارض ــ النسيج الذي يتكون من الخلايا الجنينية (غير مكتملة التمايز) والتي تنشأ منها (أكثر تمايزًا) أنسجة النبات. الأنسجة الإنشائية الأولية هي الأنسجة الإنشائية القمية (apical meristem) التي تتواجد على أطراف الجزر وأطراف الفسيلة. هناك نسيج جانبي آخر وهو آخر الجانبية النسيج الإنشائي هو الكامبيوم الفليني (cork cambium)، الذي ينتج الفلين، وهو جزء من اللحاء. الأنسجة الوعائية الثانوية (التي ينتجها الكامبيوم الوعائي) والأدمة المحيطية (التي شكلها الكامبيوم الفليني) يشكلان معًا جسم النبتة الثانوي.
توجد الكامبيوم الوعائية في النبات المتكون من فلقتين والنباتات عاريات البذور وليس في النبات أحاديات الفلقة، الذي عادةً ما يفتقر للنمو الثانوي. ولنجاح عملية التطعيم، يجب أن تكون الكامبيوم الوعائية للجزع وعسلج التطعيم متراصة لكي ينمو جميعها سويًا. وفي الخشب، نجد أن الكامبيوم الوعائي هو الخط الواضح الذي يفصل اللحاء والخشب.

## المرادفات
- الكامبيوم الخشبي (Wood cambium)
- الكامبيوم الأساسي (Main cambium)
- الكامبيوم ثنائي الوجه (Bifacial cambium)